# 黑文斯維爾 (堪薩斯州)
黑文斯維爾（英語：Havensville）是一個位於美國堪薩斯州波特瓦特米縣的城市。

## 地方資料
根據2020年美國人口普查的數據，黑文斯維爾的面積為0.38平方千米，當中陸地面積為0.38平方千米，而水域面積為0.00平方千米。當地共有人口119人，而人口密度為每平方千米313.16人。